# Червоне Море (губернаторство)
Черво́не Мо́ре (Ель-Бахр-ель-Ахмар, араб. البحر الأحمر) — губернаторство (мухафаза) в Арабській Республіці Єгипет. Адміністративний центр — місто Хургада. Розташоване на сході країни, на території між Нілом і Червоним морем, від Суецької затоки на півночі до кордону з Суданом на півдні. Завдяки великої розтяжності морського узбережжя, губернаторство має в розпорядженні прекрасні можливості для літнього відпочинку. Уздовж берега є велике число курортних центрів і готелів.
Населення — 288 661 особа (2006).
До губернаторства територіально входять острови Губаль і Гіфатин.

## Економіка
В мухафазі Червоне Море видобувається 75% від усього видобутку нафти і природного газу Єгипту. Крім того тут видобувають фосфати, золото, срібло, хром, марганець, вольфрам і смарагди.

## Туризм
На узбережжі дуже сильно розвинений туризм. З початку 1980-х років, Хургада є популярним місцем для любителів пляжного відпочинку і дайвінгу. Туризм також активно розвивається навколо міст Кусейр, Сафага і Марса-Алам.

## Найбільші міста
| № | Місто                 | Населення, осіб (2006) |
| - | --------------------- | ---------------------- |
| 1 | Хургада (Ель-Гурдака) | 160 901                |
| 2 | Кусейр (Ель-Кусейр)   | 35 045                 |
| 3 | Сафага                | 33 715                 |
| 4 | Рас-Гаріб             | 31 860                 |